# Israel Zangwill
Israel Zangwill (n. 21 ianuarie 1864, Londra, Regatul Unit al Marii Britanii și Irlandei – d. 1 august 1926, Midhurst, Anglia, Regatul Unit) a fost un scriitor și umorist englez, evreu de origine, activist pe tărâm obștesc, care s-a făcut cunoscut, între altele, ca propagator al „teritorialismului” - în contrast cu sionismul- ca soluție pentru autodeterminarea poporului evreu, care era confruntat la finele secolului al XIX -lea cu intense persecuții, mai ales în Europa de est.  
Teritorialismul s-a născut din aprecieri pesimiste cu privire la posibilitatea întemeierii unui stat evreiesc în vatra sa antică, Palestina, aflată pe atunci în stăpânire otomană, și prevedea căutarea unui teritoriu alternativ în acest scop, de pildă în Africa, America sau Australia. 

## Copilăria și tinerețea
Israel Zangwill s-a născut în 1864 la Londra într-o familie de evrei originari din Letonia și Polonia, pe atunci parte a Imperiului Rus. 
Și-a petrecut copilăria la Plymouth și Bristol, apoi de la vârsta de 8 ani în cartierul East End din Londra , unde a învățat la Jews' Free School din Spitalfelds, unde a predat ulterior.  
În continuare a urmat studii de științe umane, literatură engleză și franceză la Universitatea din Londra. În anul 1903 s-a căsătorit cu activista feministă și scriitoarea Edith Ayrton, fiica profesorului de fizică aplicată,inginerul William Ayrton. Perechea a avut doi băieți și o fiică.

## Activitatea literară
Multe din romanele sale au descris cu umor și pasiune viața imigranților evrei așkenazi veniți la Londra din estul Europei, cu dificultățile lor economice, sociale și de aculturare. De mare succes s-a bucurat, de pildă, romanul său „Children of the Ghetto: A Study of a Peculiar People” (Copiii ghetoului: studiu al unor oameni aparte) (1892), care redă în mod expresiv, caractere, momente din ciclul vieții, sărbătorile și obiceiurile  locuitorilor cartierului East End la finele secolului al XIX-lea.
In 1899  a adaptat acest roman pentru scenă și piesa rezultată, denumită tot „Copiii Ghetoului”, a fost prezentată pe Broadway în regia lui James A.Herne și având drept protagoniști actorii Blanche Bates, Ada Dwyer și Wilton Lackaye.

## Activitatea politică
În anii 1895 și 1896 Zangwill l-a cunoscut pe Theodor Herzl în timpul vizitelor acestuia la Londra și l-a ajutat să ia cuvântul în fața membrilor „Societății Macabeene” locale. Sub impresia ideilor lui Herzl, Zangwill s-a alăturat mișcării sioniste, dar ulterior a luat conducerea unui curent de opinie care a propovăduit ideea teritorialistă. 
În 1897 a luat parte ca observator la Primul Congres al Organizației Sioniste la Basel și cu permisiunea lui Herzl a participat la dezbateri.
Zangwill a salutat propunerea britanică privind posibilitatea așezării unei mase de imigranți evrei în Africa Orientală Britanică, într-o zona aflată în Kenya și Uganda. Când în 1904 al șaptelea Congres sionist a respins definitiv acest proiect, cunoscut ca „proiectul Uganda”, Zangwill, aflat printre cei patruzeci de delegați care au votat în favoarea lui, a părăsit Organizația Sionistă. În 1905 a înființat o mișcare aparte, , „teritorialistă”, numită Jewish Territorial Organization - ITO, care până în anul 1917 a căutat o soluție teritorială autonomă pentru evrei în zone geografice în afara Palestinei, precum Surinam Canada, Australia, Cyrenaica în Libia de astăzi,Irak, Angola, Honduras sau Mexico. Singura acțiune practică de fapt a organizației ITO a fost, pâna la urmă, proiectul Gavestone, care căuta să promoveze emigrarea de evrei spre sudul SUA.  
După Declarația Balfour din 1917, care a promis evreilor un cămin național în Palestina, Zangwill a revenit la ideea sionistă clasică, iar ITO a fost dizolvată oficial în anul 1925. Zangwill a salutat Declarația Balfour și a fost unul dintre cuvântători la marele miting de la Covent Garden, organizat în cinstea evenimentului.
Israel Zangwill a fost și un partizan al emancipării femeii și al înființării unei Ligi a Națiunilor.
A murit în 1926. Fiul său, Oliver Louis Zangwill (1913 - 1987 ) a fost profesor de psihologie la Universitatea Cambridge și s-a situat pe poziții antisioniste.

## Cărți
*The Big Bow Mystery   1891  
- The Children of the Ghetto   1892
- Ghetto Tragedies  1893
- The King of Schnorrers  1894
- Dreamers of the Ghetto  1898
- The Mantle of Elijah   1899-1902
- Ghetto Comedies 1907
- The War God  1911

## Piese de teatru
- The Melting Pot  1908 (pus în scenă la New York în 1909)